# Черноклювый колумбийский мухоед
Черноклювый колумбийский мухоед (лат. Aphanotriccus audax) — вид воробьинообразных птиц семейства тиранновых. Подвидов не выделяют. Обитает в Колумбии и Панаме.
Впервые птица была описана американским исследователем Эдвардом Уильямом Нельсоном в 1912 году под биноменом Praedo audax.

## Описание
Длина птицы 13,5 см. У самцов макушка оливково-серая, верхняя часть тела ярко-зеленовато-оливковая. Надбровная дуга белая, тонкое прерывистое окологлазное кольцо беловатое. Крылья тускловатые, с двумя кремовыми полосками. Горло беловатое. По бокам грудь оливковая, брюхо желтоватое. Хвост относительно длинный, тёмно-коричневый. На груди широкая и нечёткая оливковая полоса. Радужная оболочка тёмная, короткий клюв чёрный, ноги черноватые.